# Орлов, Василий Александрович (актёр)
Васи́лий Алекса́ндрович Орло́в (1896, Скопин — 1974, Москва) — советский российский актёр театра и кино, театральный режиссёр, педагог. Лауреат Сталинской премии первой степени (1949). Народный артист СССР (1960).

## Биография
Родился 25 ноября (7 декабря) 1896 года (по другим источникам — 28 ноября) в Скопине (ныне — Рязанская область, Россия).
В 1914 году — статистик Раненбургского уездного земства. В 1915—1917 годах служил в Царской армии на фронте, в 1917—1922 — в Красной армии (командир роты, заместитель начальника штаба Ревкома).
В 1922—1923 годах учился в школе 3-й студии МХАТ (ныне Театр имени Е. Б. Вахтангова), в 1923—1925 — в театрально-драматической школе при Московском Художественном театре.
С 1926 года — актёр Художественного театра, где служил до конца жизни. Среди лучших ролей — Петя Трофимов, а позднее Гаев в «Вишнёвом саде», Иван Петрович Шуйский в спектакле «Царь Фёдор Иоаннович», Актёр, а затем Сатин в пьесе А. М. Горького «На дне», Кулыгин в «Трёх сёстрах» А. П. Чехова. В 1934—1935 годах — ассистент К. С. Станиславского.
В качестве режиссёра участвовал в постановках спектаклей «Лес» А. Н. Островского (1948), «Дачники» М. Горького (1953) и «Золотая карета» Л. М. Леонова (1957).

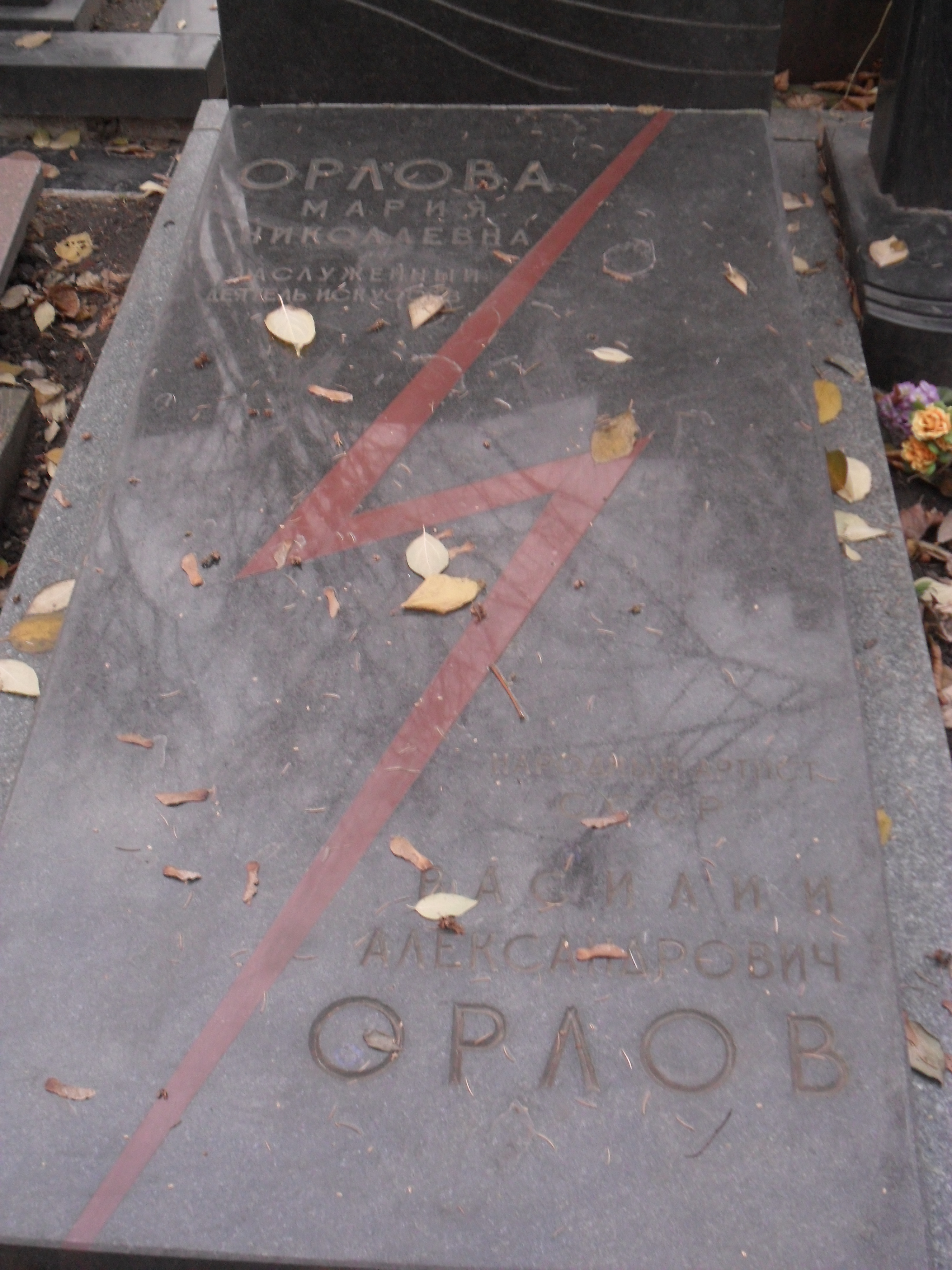
Могила Орлова на Новодевичьем кладбище Москвы.

С 1929 года преподавал в ГИТИСе (с перерывом в 1935—1942) (в 1943—1944 — заведующий кафедрой актёрского мастерства), в 1936—1941 — режиссёр и педагог Оперно-драматической студии К. С. Станиславского (ныне Московский драматический театр им. К. С. Станиславского), с 1943 года — профессор Школы-студии МХАТ. Работал с национальными студиями (в частности, литовской, 2-й чувашской актёрской (1956—1961), участвовал в создании её дипломных спектаклей).
Умер 9 мая 1974 года в Москве. Похоронен на Новодевичьем кладбище.

## Награды и звания
- Заслуженный артист РСФСР (1936)
- Народный артист РСФСР (1947)
- Народный артист Литовской ССР (1954)[3]
- Народный артист СССР (1960)
- Заслуженный деятель искусств Чувашской АССР (1961)
- Сталинская премия первой степени (1949) — за исполнение роли в спектакле МХАТ «Зелёная улица» по пьесе А. А. Сурова[4]
- Орден Ленина (1948)
- Два ордена Трудового Красного Знамени (26.10.1938 — в связи с 40-летием МХАТ СССР им. М. Горького, 1967)
- Орден «Знак Почёта» (03.05.1937) — за выдающиеся заслуги в деле развития русского театрального искусства
- Медаль «За доблестный труд в Великой Отечественной войне 1941—1945 гг.» (1946)
- Медаль «В память 800-летия Москвы» (1948)

## Творчество

### Роли в театре
- 1926 — «Царь Фёдор Иоаннович» А. К. Толстого — Стремянный
- 1926 — «Пугачёвщина» К. А. Тренёва — Странник
- 1926 — «Горячее сердце» А. Н. Островского — Гаврило
- 1926 — «Продавцы славы» М. Паньоля, П. Нивуа — Анри
- 1927 — «На дне» М. Горького — Актёр
- 1928 — «Унтиловск» Л. М. Леонова — Александр Гугович
- 1930 — «Вишнёвый сад» А. П. Чехова — Петя Трофимов
- 1933 — «Таланты и поклонники» А. Н. Островского — Нароков
- 1935 — «Враги» М. Горького — Яков Бардин
- 1935 — «Царь Фёдор Иоаннович» А. К. Толстого — Иван Петрович Шуйский
- 1938 — «Горе от ума» А. С. Грибоедова — Горич
- 1939 — «На дне» М. Горького — Сатин
- 1940 — «Три сестры» А. П. Чехова. Постановка Вл. Немировича-Данченко — Фёдор Ильич Кулыгин
- 1943 — «Русские люди» К. М. Симонова — Александр Васильевич Васин
- 1948 — «Зелёная улица» А. А. Сурова
- 1951 — «Дядя Ваня» А. П. Чехова — Иван Петрович Войницкий
- 1957 — «Золотая карета» Л. М. Леонова — полковник Берёзкин
- 1959 — «Всё остаётся людям» С. И. Алёшина — Фёдор Алексеевич Дронов
- 1971 — «Дульсинея Тобосская» А. М. Володина — отец Альдонсы
- «Вишнёвый сад» А. П. Чехова — Гаев
- «Горячее сердце» А. Н. Островского — Аристарх, Силан, Барин с усами, Градобоев
- «Таланты и поклонники» А. Н. Островского — Эраст Громилов, Мигаев
- «Три толстяка» Ю. К. Олеши — Мельник
- «Страх» А. Н. Афиногенова — Профессор Бородин
- «Поздняя любовь» А. Н. Островского — Маргаритов

### Режиссёрские работы
- 1948 — «Лес» А. Н. Островского (совм. с М. Н. Кедровым и В. О. Топорковым)
- 1953 — «Дачники» М. Горького (совместно с М. Н. Кедровым)
- 1957 — «Золотая карета» Л. М. Леонова (совм. с В. Я. Станицыным и П. А. Марковым)
- 1963 — «Без вины виноватые» А. Н. Островского

### Роли в кино
- 1935 — Гибель сенсации — Чарли
- 1948 — Сталинградская битва — Н. И. Крылов
- 1952 — На дне (фильм-спектакль) — Актёр (режиссёр спектакля)